# Воздушный бой у Бугенвиля
Воздушный бой у Бугенвиля (англ. Action off Bougainville) — воздушный бой, состоявшийся 20 февраля 1942 года во время первой попытки американцев атаковать Рабаул. Это был первый в истории воздушный бой между японской морской и американской палубной авиацией.

## Предыстория
После того, как японцы захватили Рабаул, американцы решили нанести по нему удар палубной авиацией. Подозревая, что японцы ведут регулярную воздушную разведку юго-восточных подступов, адмирал Браун подошёл с востока на возможно короткую дистанцию, соблюдая все меры предосторожности. Он собирался выпустить самолёты на расстоянии 125 миль от объекта в 4.00 21 февраля.

## Ход событий
20 февраля в 10.15, когда соединение Брауна находилось к северу от Соломоновых островов и в 350 милях от Рабаула, радар «Лексингтона» обнаружил появление самолёта противника неизвестного типа. В воздух были подняты 6 истребителей «Уайлдкэт», которые обнаружили на дистанции 43 мили четырёхмоторную летающую лодку и сбили её. Затем лейтенант О. Стэнли сбил вторую лодку, а третьей удалось улететь.
В 15.42 радар «Лексингтона» обнаружил группу самолётов в 76 милях к западу, и к уже находившимся в воздухе самолётам присоединился дополнительный боевой воздушный патруль из 6 истребителей «Уайлдкэт». Японцы проводили атаку двумя волнами по 9 самолётов в каждой, и воздушный бой прошёл с перерывами с 16.20 до 18.00 почти над кораблями американского оперативного соединения. Уйти удалось лишь немногим японским самолётам; американцы потеряли два самолёта, и лишь один лётчик пропал без вести.

## Итоги и последствия
Несмотря на успех воздушного боя, было очевидно, что противник в Рабауле предупреждён, и адмирал Браун был вынужден отменить нападение.